# Cornufer pelewensis
Espèce
Synonymes
- Platymantis plicifera var. pelewensis Peters, 1867
- Platymantis pelewensis Peters, 1867

Statut de conservation UICN

 LC  : Préoccupation mineure
Cornufer pelewensis est une espèce d'amphibiens de la famille des Ceratobatrachidae.

## Répartition
Cette espèce est endémique des Palaos.

## Description
Platymantis pelewensis mesure en moyenne de 30 à 35 mm pour les mâles et jusqu'à 60 mm, voire plus, pour les femelles. Son dos varie du fauve au brun très foncé et présente parfois des taches.

## Étymologie
Son nom d'espèce, composé de pelew et du suffixe latin -ensis, « qui vit dans, qui habite », lui a été donné en référence au lieu de sa découverte, les îles Palaos (anciennement Pelew-Inseln en allemand).

## Publication originale
- Peters, 1867 : Herpetologische Notizen. Monatsberichte der Königlichen Preussischen Akademie der Wissenschaften zu Berlin, vol. 1867, p. 13-37 (texte intégral).